# Мангрове
Мангрове су тип вегетације која се развија на муљевитим теренима залива, лагуна и ушћа река у тропским областима, а коју карактеришу углавном зимзелене дрвенасте биљке. У областима умереног појаса на овим теренима се налазе слане мочваре.

## Биологија
Велика разноврсност биљних врста се може пронаћи у станишту мангрова, али од признатих 110 врста, само 54 врста у 20 родова из 16 породица чини праве мангрове, тј врсте које се могу пронађи само у природном станишту мангрова и ретко другде. Конвергента еволуција је учинила да многе врсте ових биљака имају слична решења за проблеме различитог салинитета, величине плиме, анаеробна земљиште и интензивно осунчавање које долази од чињенице да оне живе у тропским областима. Биодиверзитет је углавном низак у мангровама — више од 20 врсти је ретко. Ово се посебно односи на области са већим географским ширинама и у обе Америке. Највећи биодиверзитет се може наћи у шумама Нове Гвинеје, Индонезије и Малезије.

### Прилагођавање малим количинама кисеоника
Црвене мангрове, које живе у већини поплављених области, издигну себе изнад нивоа мора преко дугачког корена и могу да узимају кисеоник преко пора у кори дрвета (лентицела). Црне мангрове живе на вишем земљишту и образују много пнеуматофора (специјализованих кореноликих структура које избијају из земље попут сламчица за дисање) које су прекривене лентицелима. Ове „сламчице за дисање” обично достигну висину од 30 центиметара, а код неких врста преко 3 метра. Постоји четири типа пнеуматофора — штуласте, клинасте, коленасте и тракасте. Коленаст и тракаст тип се могу комбиновати са потпорним коренима у основи дрвета. Корења такође имају велике аеренциме које служе да убрзају кретање кисеоника у биљци.

### Ограничавање уноса соли
Црвене мангрове одстрањују сô путем изузетно непропустљивог корења које су пуне суберина, који делује као суперфилтер који одстрањује натријум-хлорид из остатка биљке. Анализа воде унутар биљака мангрове показује да се од 90 % до 97 % соли одстрањује у корену. Со која се акумулира, изданцима се концентрише у старим листовима који касније отпадају, или се безбедно складишти у ћелијским вакуолама. Беле (или сиве) мангрове могу да луче со директно; оне имају две жлезде за со у сваком корену листа (отуда и име за ту врсту мангрова, пошто су оне покривене кристалима соли).

### Ограничавање губитка воде
Због ограничене доступности свеже воде у сланом земљишту, земљишту које је под утицајем плиме, мангрове су развиле начин за ограничавање количине воде која се изгуби кроз лишће. Оне могу да ограниче отварање својих стома (пора на површини листа, које размењују угљен-диоксид и водену пару током фотосинтезе). Мангрове такође мењају смер свог лишћа како би се избегло јако поподневно сунце и тако смањило испаравање из лишћа.

### Уношење хранљивих материја
Највећи проблем са којима се мангрове срећу је уношење хранљивих материја. Пошто је тло стално поплављено, ту има мало слободног кисеоника. Зато анаеробне бактерије ослобађају азот, растворено гвожђе, неорганске фосфате, сулфиде и метан, што чини земљиште још мање хранљивим и доприноси оштром мирису мангрова. Издигнути систем корења омогућава мангровама да уносе гасове директно из атмосфере, а остале хранљиве материје из негостољубивог тла. Гасови су често ускладиштени директно унутар корена и теку чак и када је корење потопљено дубоко под водом услед плиме.

### Повећање вероватноће за опстанак потомака
У овим оштрим условима, мангрове су развиле посебан механизам да помогну својим потомцима да преживе. Све мангрове имају плутајуће семе које је погодно за ширење у води. За разлику од већине других биљака, чија семена клијају у земљи, семена многих мангрова (на пример црвених мангрова) клијају док су још на родитељском стаблу — вивипарија. Када проклијају, клица расте унутар плода (на пример код врста Aegialitis, Acanthus, Avicennia и Aegiceras) или кроз плод (на пример код врста Rhizophora, Ceriops, Bruguiera и Nypa) и образују пропагулу (клицу која је спремна да иде) која може сама себи да производи храну преко фотосинтезе. Када пропагула сазри, она пада у воду, којом се може пренети на велике удаљености. Пропагуле могу да преживе исушивање и остану успаване недељама, месецима па чак и годину дана пре него што дођу до погодног окружења. Када је пропагула спремна да образује корен, она ће променити своју густину тако да сада издужени део плута вертикално, а не хоризонтално. У овом положају ће вероватно пристати у муљ или на корен. Ако се не прикачи нигде, она може да измени своју густину тако да поново плута у потрази за бољим условима.

## Распрострањеност
Због осетљивости на температуре субполарне климе, мангрове су у континенталном делу САД ограничене на обални део полуострва Флорида и изолована подручја на јужној обали залива Луизијане и на југу Тексаса.
У Северној Америци мочваре се на Флориди протежу јужно од језера Окичоби и заузимају више од 28.000 km² површине. Јужни део ових мочвара претворен је у национални парк. У тим подручјима вода се излива из језера у Мексички залив. То је део са плитком водом који настањују шаш, рогоз и трава уопште. Трава прилично покрива површину и тек местимично могу да се виде водене површине без њих, а има и дрвећа које као да израња из воде. Уз саму морску обалу је практично непроходан појас мангрове. То су црвене, црне и беле мангрове. Дубљи јарци су целе године под водом.
У југоисточној Азији мангрове се срећу у виду појасева, од којих се сваки одликује специфичном врстом, односно групом врста дрвећа. На те мангрове, које називају још и мангал обично се надовезују низијске тропске шума у којима се могу срести исте врсте које насељавају мангрове.
У Аустралазији, мангрове се појављују око Нове Гвинеје, Сулавесија и на околним острвима. У југоисточној Аустралији се разликују поједине биљне зоне, од којих мангрове чине последњи појас западних, влажних падина окренутих ка Тихом океану. У Аустралији је око 11.500 km² прекривено мангровама и допиру ка крајњем југу ка ували у Викторији (37° 45') и Баркеровој ували у Аделејд. Нови Зеланд има шумовите мангрове на око 38° (слично аустралијском најјужнијем опсегу мангрова): крајња географска дужина на западној обали је лука Раглан (37° 48'), на источној обали, лука Охива је крајњи југ где се мангрове налазе (38° 00').
Мангрове се срећу и у Африци, Јужној Америци, где „прерастају” у тропске кишне шуме, али и на бројним острвима. Веома важна подручја мангрова се налазе у Кенији и Мадагаскару, које се мешају са обалским мадагаскарским сувим листопадним шумама. Нигерија има највећу област покривену мангровама у Африци и она заузима 36.000 km². Велики део тих области је уништен у последњих 50 година услед изливања нафте у мора због хаварије танкера. То је имало лош утицај и на локалну економију, односно риболов.

## Ширење мангрова
Корење Sonneratiaдрвенастих биљака мангрова (као што је случај код Rhizophora која има потпорно корење) задржава седименте чије нагомилавање ствара подлогу на којој може да расте и друго дрвеће. На тај начин се шума шири на рачун мора.

## Еколошки фактори
Као и у свим другим екосистемима, и у мангровама се сви еколошки фактори одликују истовременошћу, тако да су сви кључни за развој вегетације. Међу посебно важне, који највише утичу на облике животних форми сваке врсте која настањује мангрову, истичу се повећана концентрација соли, недостатак кисеоника (условљен великом продуктивношћу) и кретање воде, односно плима и осека. Ови фактори имају утицај и на просторну организацију, односно спратовност, и сам изглед биоценозе мангрове, јер у појединим деловима света доминирају различите врсте, па се тако могу разликовати беле, црне, црвене, као и мангрове палми које се срећу у југоисточној Аустралији.

## Животне форме
Биљке су прилагођене на повишену концентрацију соли и могу да поднесу периодично потапање током плиме. Велики број биљака су сукуленте јер у мангровама влада физиолошка суша. Наиме, концентрација соли у морској води и ћелијском соку ових биљака је једнака, па је тако онемогућена размена минерала између ове две средине. Овај проблем биљке превазилазе тако што депонују резерве воде у својим органима. Отпорност на повишену концентрацију соли код различитих врста је различита. Различите врсте различито подносе и потапање у морској води услед плиме, па се тако јавља неколико зона, које су прилично уочљиве у југоисточној Азији.
Недостатак кисеоника неке биљке су решиле преко корења за вентилацију. Оно расте негативно геотропно и ствара се велики број такозваних пнеуматофора од којих полазе бочни коренови. На периферији таквих коренова ствара се танак корин омотач који се у горњем делу љушти и на тај начин омогућава пролазак кисеоника до унутрашњег ткива (аеренхима). Такав је случај код рода Soneratia. Код палме Areca catechu као пнеуматоде функционишу кратки бочни коренови који збацују коренову капу и код којих се раствара ткиво на врху како би пролазио кисеоник. Код рода Avicenia постоје отвори у облику лентицела за пролазак ваздуха. Код Bruguiera корење се нагло савија ка земљи, попримајући изглед колена. На њима такође постоје лентицеле. Зељаста Jussiera repens у корењу за проветравање је моћно развијен аеренхим који је заправо резервоар гасова.

## Флора
Вегетација је подељена на посебне зоне у зависности од еколошких фактора који у том делу утичу на биљке. Врсте које су отпорније на повећану концентрацију соли чине спољашњи појас који је уз море и на удару плиме сваки дан. Мање отпорне биљке чине унутрашњи појас до кога вода допире тек неколико пута годишње када је плима изузетна. Ове биљке су доминантне врсте у одређеним појасевима и дају типичан изглед биоценози.

### Дрвеће мангрова
За разлику од дрвећа у мангровама које одликује корење за вентилацију, Rhizophora је дрво чије корење изгледа попут мреже и има потпорну улогу. Семе ове биљке проклија док је у контакту са родитељском биљком и од ње се одваја тек по продору корена у супстрат. Ова прилагођеност омогућава семену да га плима не однесе далеко на пучину.

## Фауна
Испреплетано, густо корење биљака мангрове представља практично природну брану и сакупља органски материјал који доносе реке или плима. Муљ обогаћен тим материјалом постаје дом и храна многобројним животињским организмима.

### Зглавкари
Популације од више хиљада краба гудача (Uca) чија је једна штипаљка доста већа у односу на другу, хитро се укопавају у муљ уколико се затекну у опасности или када надолази плима. Његова предимензионирана штипаљка (тешка колико и цело његово тело) није ефикасна у борби са другим мужјацима или у одбрани од непријатеља. Њена је улога у привлачењу женке, а њоме и упозорава друге мужјаке. Рак Seylla serrata настањује мангрове на острвима. Попут крабе гудача и овај рак се у случају опасности укопава у муљ. Добро плива, а храни се свим на шта наиђе: од стрвина до живих бића. Carcinoscorpius је примитивни зглавкар и заправо „живи фосил” који такође живи у мангрови.

### Рибе
Скокунице или муљски скакачи (Periophthalmus) су типичне рибе мангрова, али уједно и типични представници фауне мангрова уопште. Ова риба уз помоћ грудних пераја може да се попење на корење или стабла дрвећа. Велики део дисања обавља преко коже, а може да види и на копну и у води. На сувом може дуго да издржи, јер има узани шкржни прорез што спречава брзо сушење шкрга.Неке врсте налазе инсекте по дрвећу уз које се пењу, док се друге хране алгама. Заправо, свака врста има посебан режим исхране и заузима сопствену еколошку нишу. Назив су добиле по томе што се мужјаци удварају женкама серијом скокова. Скаче тако што се одупире о пераја и реп. Занимљиво је и да се у току удварања парови ових риба приљубљују устима. Риба стрелац Toxotes jaculatrix је добила назив по томе што лови инсекте изван воде тако што их непогрешиво погађа млазом воде и они онда тада падају на површину воде, где постају њен лак плен. Ово постиже стезањем шкржних поклопаца. Може да избаци неколико млазева воде у веома кратким размацима и то на даљину од чак 120 cm. Лако се и брзо прилагођава слаткој, бочатној или сланој води. Због тога, а и због своје необичне особине, омиљен је међу акваристима широм света.

### Водоземци
Жаба Rana carnivora је врло распрострањена у мангровама југоистичне Азије. Подноси морску воду, чак улази у море где се храни раковима. На копну се храни шкорпијама и инсектима.

### Гмизавци
Типични представници гмизаваца су малајски варан (Varanus salvator), слановодни крокодил (Crocodylus porosus), као и више врста отровних морских змија, као што је пругаста змија (Laticauda colubrina). Сви они се хране раковима, мекушцима и рибама, а који се опет хране доступним органским отпацима. Морски крокодил (који се још назива и индомалајски или естуаријски) је највећи од свих врста и достиже дужину од 10 метара. Назив је добио по томе што често исплива на пучину. Мангровска змија (Boiga dendrophila) храни се птицама које у ова станишта долећу да лове рибе и мекушце. Ова змија проводи живот на дрвећу, као и ваглерова јамичарка (Trimeresurus wagleri) која је доста „тромија”. На глави између носних отвора и очију има пар јамица које су осетљиве на топлоту помоћу којих проналази плен.

### Птице
Неке од врста птица које се могу наћи у мангровама су орао рибар (Haliaetus leucogaster), индијски марабу (Leptoptilus javanicus), црвеноглави медојед и мрки пеликан (Pelecanus occidentalis). Мрки пеликан стрмоглавим летом лови рибу у мору. Чува је у растегљивој кеси испод кљуна. Среће се у тропским областима Америке. Шарена рода (Ibis leucocephalus) и водомар (Halcyon concreta) настањују мангрове југоисточне Азије. Овог водомара не треба мешати са врстом која живи у Европи (Alcedo ispida), мада и он посећује водена станишта. У мангровама живи и врста дарвинових зеба (Cactospiza heliobates) која је једина која настањује мангрове. Дарвинове зебе су сродне врсте које су настале од једне једине врсте, а међусобно се разликују према изгледу и снази кљуна. Ове разлике су настале услед насељавања различитих екосистема и прилагођавања на различите врсте исхране. Дарвинове зебе настањују Галапагоска острва. У мангровама Нове Гвинеје живи дванаестопера рајска птица.

### Сисари
У мангровама живи неколико врста животиња из реда примата. Осим сребрнастог и тамног лангура (Presbytis) који се храни лишћем, на овим стаништима се може наћи и брадавичави макаки (Maccaca irus). Овај друштвени мајмун се храни крабама које се крију у муљу, па зато доста времена проводи трагајући за њима по муљевитом тлу. Јавански макаки (Maccaca fascicularis) већину времена проводи тражећи ракове и шкољке по плићацима. Знатно ређа врста мајмуна је мајмун носоња (Nasalis larvatus). Код мужјака је носни израштај дугачак и виси преко уста и браде. Мирољубива је и друштвена животиња. За разлику од већине других врста мајмуна он је вешт пливач и често ће скочити у воду како би је препливао, али тада постаје лак плен свог јединог предатора — крокодила.

## Еволуција
Фауна мангала југоисточне Азије може указивати на то да је еволуција живог света ишла у правцу преласка из мора на копно. Наиме, животињске врсте које насељавају ове области су амфибијске, дакле прилагођене на копнени начин живота, али им се циклус развића одвија у води. Такође, у оближњим тропским шумама се срећу врсте из тих мангрова, а чије карактеристике упућују на порекло из мора, а не са копна. Познате су мочварне шуме карбона из периода пре око 350 милиона година чија је једна од главних одлика прилагођавање амфибијских животиња на копнени начин живота.

## Загађење и заштита
Као и у случају многих других биљних и животињских врста, антропогени утицај на мангрове је такође веома значајан и нажалост негативан. Велики део области које заузимају мангрове у Африци, посебно Нигерији, уништен је у последњих 50 година услед изливања нафте у мора због хаварија танкера. Ово је имало утицаја на квалитет воде у мангровама.